# Église Saint-Pierre-et-Saint-Paul de Varize
Pour les articles homonymes, voir Église Saint-Pierre-et-Saint-Paul.
L'église Saint-Pierre-Saint-Paul est une église catholique située à Varize, dans le département français d'Eure-et-Loir.

## Historique
L'église est un édifice roman qui a subi quelques modifications consécutives à la destruction partielle du village lors de la guerre franco-allemande de 1870.
À l’intérieur, le décor est surtout remarquable pour les peintures murales du XIIIe qui ont été découvertes en 1939, derrière le retable du sanctuaire, par l’abbé Moriceau, curé de la paroisse. Les restes des peintures murales représentant La Descente de Croix, Les Saintes Femmes au tombeau, Le Baptême du Christ et Le Festin d'Hérode, qui ornent le mur de l'abside sont classés au titre des monuments historiques par arrêté du 12 novembre 1952.
L'ensemble de l'église a été inscrit par arrêté du 12 juillet 2018.

Extérieur de l'église
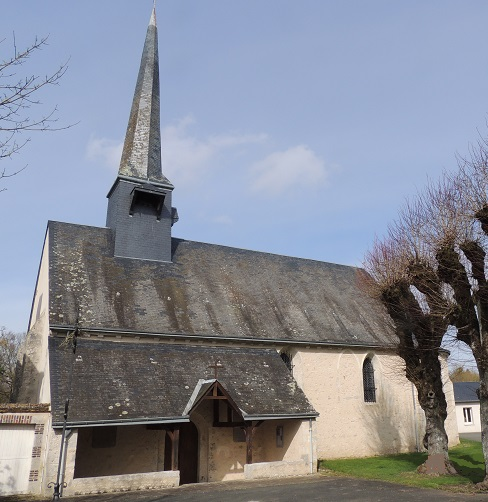
Porche et mur sud.
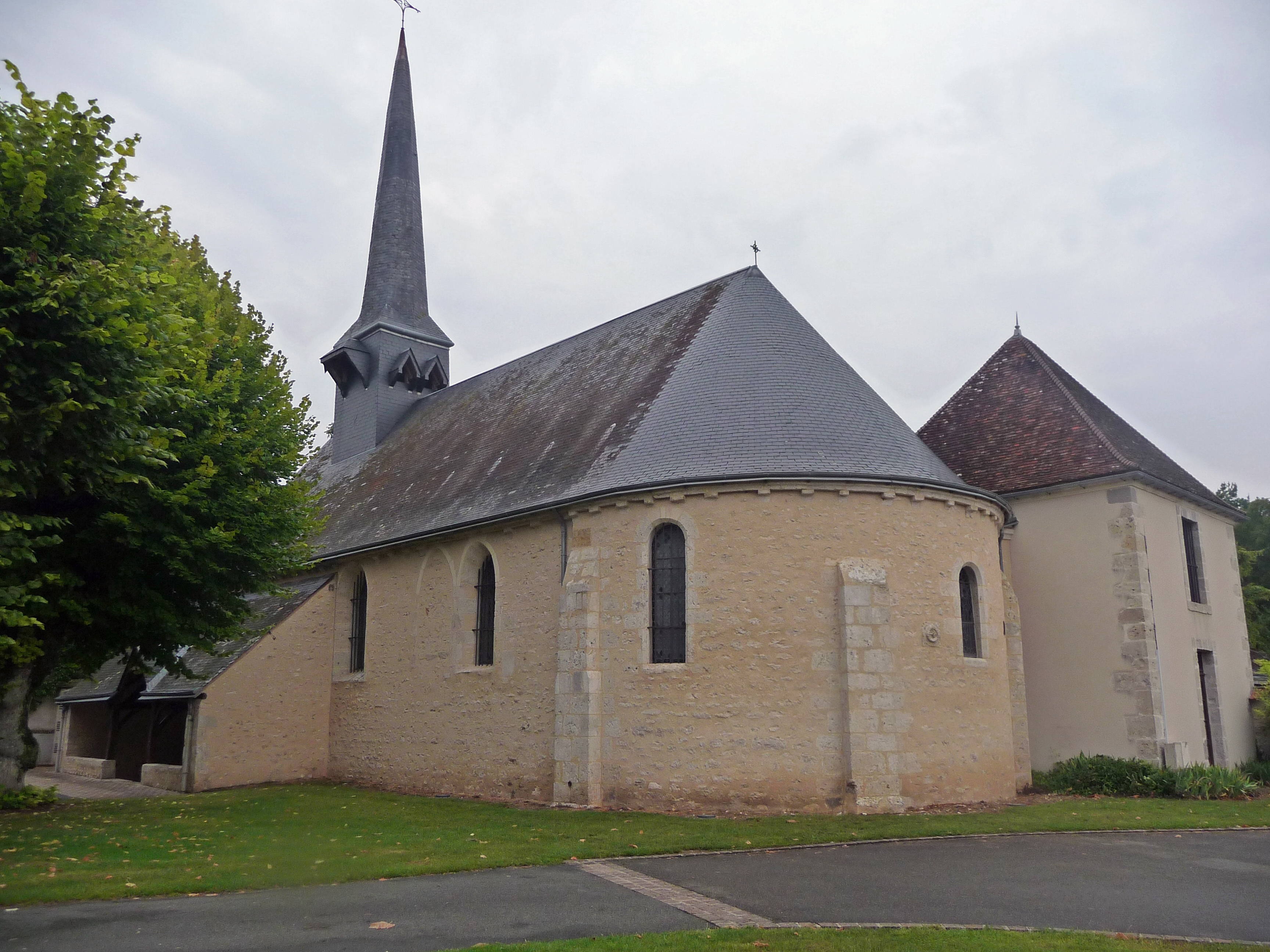
Chevet.
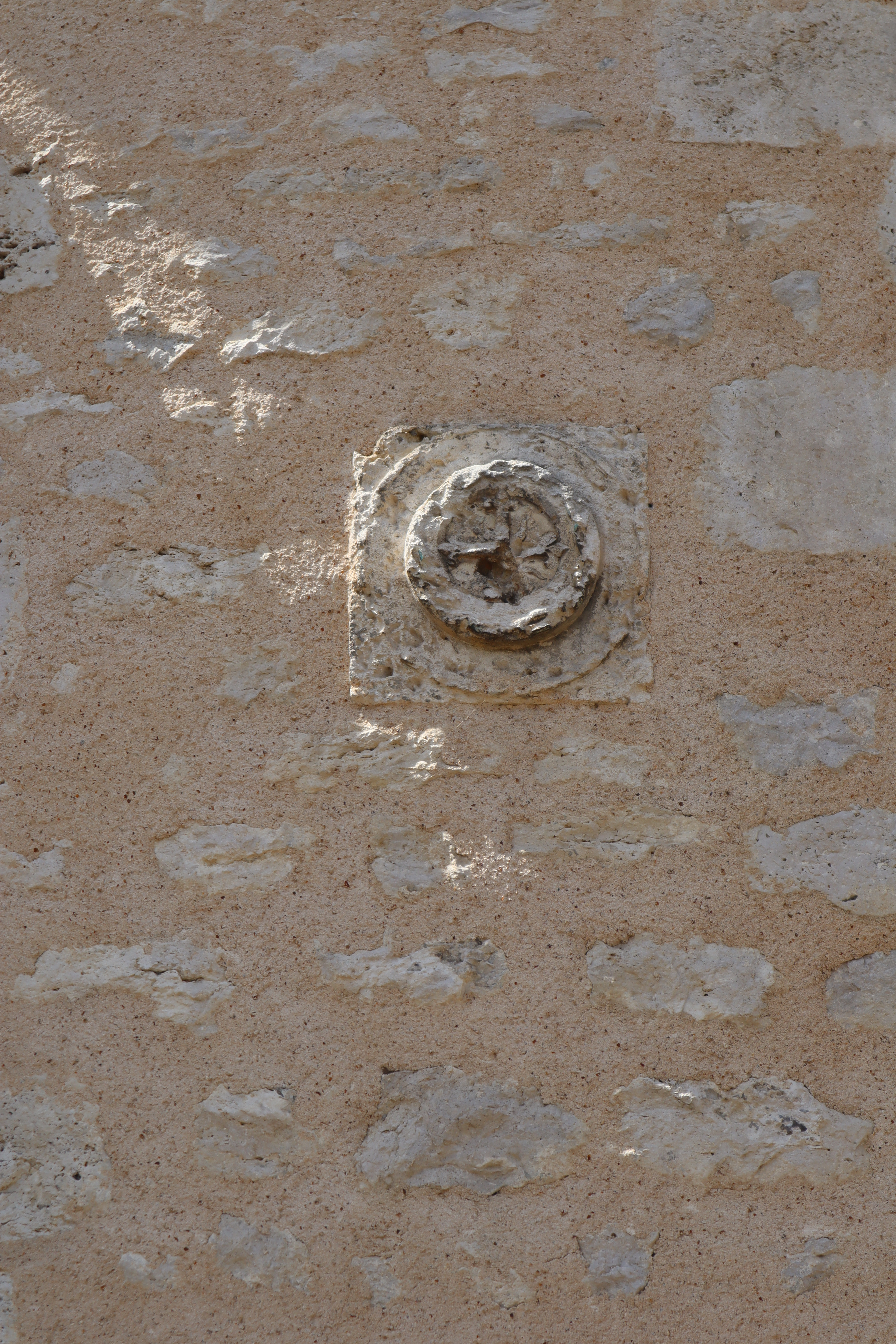
Détail sculpté du chevet.